# Вулиця Леся Курбаса (Дніпро)
Вулиця Леся Курбаса — вулиця в мікрорайоні Мирне міста Дніпра. Спочатку носила ім'я Петра Моїсеєнка, а 26 листопада 2015 року була перейменована на честь актора та театрального режисера Леся Курбаса. 

## Цікаві факти
У початковому розпоряжденні міського голови щодо перейменування вулиці, Курбаса було помилково названо Василем.
Незабаром назву вулиці було уточнено іншим розпорядженням.